# King's Quest VI: Heir Today, Gone Tomorrow
King's Quest VI: Heir Today, Gone Tomorrow est un jeu d'aventure sorti en 1992 sur PC, développé par Sierra On-Line, sixième volet de la série King's Quest. La version Amiga est sortie en 1994 et a été développée par Revolution Software.

## Synopsis
La cinématique d'ouverture montre le Prince Alexander hanté par ses souvenirs de la Princesse Cassima, qu'il rencontra à la fin de King's Quest V, alors qu'ils échappèrent au sorcier Mordack. Après avoir eu une vision de Cassima dans le miroir magique acquis par son père dans le premier King's Quest, il décide de prendre le large pour la retrouver.
Le jeu commence alors que le Prince Alexander se réveille sur une île, appartenant à l'archipel du Pays des Îles Vertes, son bateau échoué à proximité. Il apprendra plus tard que le vizir Abdul Alhazred a pris le pouvoir en l'absence de Cassima et projette de l'épouser. Il appartiendra à Alexander d'explorer le Pays des Îles Vertes pour la soustraire à cette destinée.

## Accueil
- Adventure Gamers : 4,5/5[1]